# گیل ایوانز
گیل اونز (انگلیسی: Gil Evans؛ زاده ۱۳ مهٔ ۱۹۱۲ درگذشته ۲۰ مارس ۱۹۸۸) یک موسیقی‌دان اهل کانادا بود. وی بین سال‌های ۱۹۳۳ تا ۱۹۸۸ میلادی فعالیت می‌کرد.